# Aratoca
Aratoca ist eine Gemeinde (municipio) im Departamento Santander in Kolumbien. Auf dem Gebiet der Gemeinde befindet sich der Nationalpark Parque Nacional del Chicamocha.

## Geographie
Die Gemeinde Aratoca liegt in der Provinz Guanentá im östlichen Santander in den kolumbianischen Anden auf einer Höhe von etwa 1800 Metern und hat eine Jahresdurchschnittstemperatur von 19 °C. Aratoca liegt 71 Kilometer von Bucaramanga entfernt. Einen großen Teil der Gemeindegrenze im Norden und Osten bildet der Río Chicamocha. An die Gemeinde grenzen im Norden Piedecuesta und Los Santos, im Osten Cepitá, im Süden Curití und im Westen Los Santos und Jordán.

## Bevölkerung
Die Gemeinde Aratoca hat 8269 Einwohner, von denen 2472 im städtischen Teil (cabecera municipal) der Gemeinde leben (Stand: 2019).

## Geschichte
Auf dem Gebiet des heutigen Aratoca lebte vor der Ankunft der Spanier das indigene Volk der Guanes. Der Ort Aratoca wurde 1750 gegründet. Der ursprüngliche Name lautete Villa de Nuestra Señora de las Nieves y Santiago el Mayor de Aratoca. Das Wort Aratoca ist wahrscheinlich indigenen Ursprungs.

## Wirtschaft
Der wichtigste Wirtschaftszweig in Aratoca ist die Landwirtschaft. Es werden vor allem Kaffee, Bohnen, Maniok, Bananen, Mais sowie Naturfasern angebaut. Zudem gibt es Rinderproduktion und Verarbeitung von Naturfasern. Noch nicht vollständig ausgeschöpft ist das touristische Potential der Region. Zwar befindet sich der Parque Nacional del Chicamocha (Panachi) in Aratoca. Für viele weitere touristische Ziele innerhalb der Gemeinde fehlt allerdings noch die nötige Infrastruktur.

## Sehenswürdigkeiten

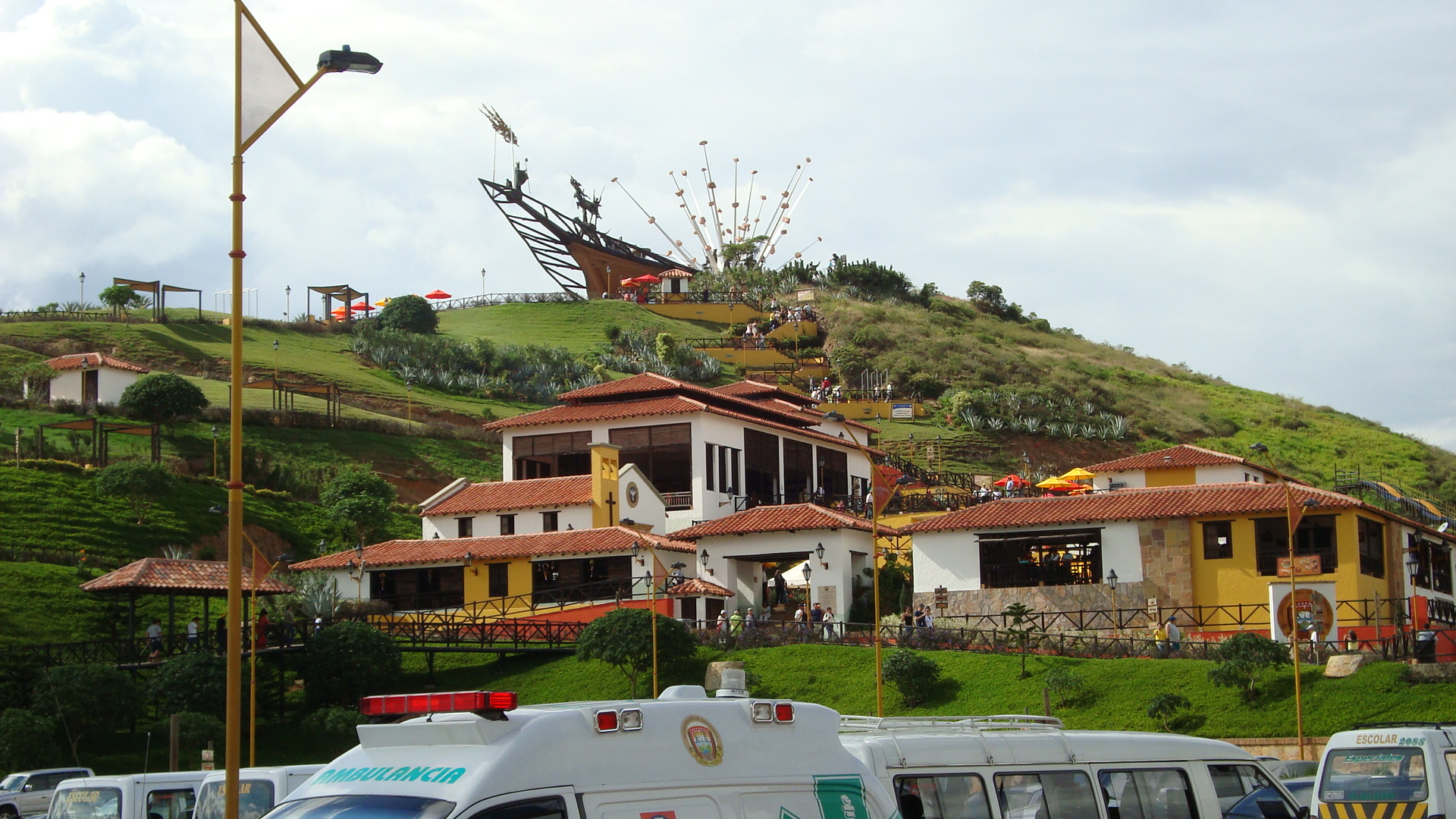
Eingang zum Panachi

Die wichtigste natürliche Attraktion Aratocas ist der Cañón del Chicamocha, eine der tiefsten Schluchten Lateinamerikas, mit dem Parque Nacional del Chicamocha. Verschiedene Aussichtspunkte bieten die Möglichkeit, die Landschaft zu überblicken. Bekannt sind zudem Lagunen wie der Pozo el Tambor und die Gesteinsformation Puente del Indio. Neben den natürlichen Sehenswürdigkeiten gibt es Orte religiöser Bedeutung, insbesondere die Pilgerstädte El Picacho und das Monument La Gruta. Die Kirche Aratocas, die Iglesia Nuestra Señora de las Nieves, hat zudem historische Bedeutung aufgrund ihrer besonderen Steinfassade.